# Laura Nix
Laura Nix (* 1966) ist eine Regisseurin, Filmproduzentin und Drehbuchautorin. Nix wurde in der Kategorie Bester Dokumentar-Kurzfilm 2020 mit Walk Run Cha-Cha für den Oscar nominiert.

## Leben
Laura Nix studierte an der University of California, San Diego und schloss dort mit einem Master in den bildenden Künsten ab. Sie wurde tätig bei dem Filmproduktionsunternehmen Telling Pictures. 2001 war sie Mitgründerin des Produktionsunternehmens Automatic Pictures. Sie produziert hier zahlreiche Projekte, einschließlich von Wether You Like It Or Not: The Story of Hedwig. Diese Dokumentation über Hedwig and the Angry Inch  wurde u. a. 2003 auf dem 17. London Lesbian & Gay Film Festival gezeigt. 2002 erschien ihr während des Studiums begonnener Film The Politics of Fur, der unter Schwierigkeiten innerhalb weniger Tage vollendet wurde. Der Film wurde auf verschiedenen Filmfestivals ausgezeichnet.
2006 war sie MacDowell Colony Fellow und 2012 ein IFP Fellow. 2011 erschien Laurel Nix’ Dokumentarfilm The Light in Her Eyes über eine Koranschule für Mädchen in Damaskus. Die Dokumentation The Yes Men Are Revolting über zwei Männer, die im Sacha-Baron-Cohen-Stil gegen die globale Erwärmung kämpfen feierte 2014 Premiere beim Toronto International Film Festival. 2018 feierte Inventing Tomorrow beim Sundance Film Festival Premiere. Dies ist eine Dokumentation über Teenager, die gegen den Klimawandel kämpfen.
2019 kam ihr Kurz-Dokumentarfilm Walk Run Cha-Cha heraus. Der Film wurde für den Oscar für den besten Kurz-Dokumentarfilm nominiert und in derselben Kategorie beim Tribeca Film Festival 2019. Der Oscar ging allerdings an Learning to Skateboard in a Warzone (If You’re a Girl).